# Litoria cooloolensis
Litoria cooloolensis – gatunek płaza bezogonowego z podrodziny Pelodryadinae w rodzinie rzekotkowatych (Hylidae), spotykanego tylko na niewielkim obszarze we wschodniej Australii.

## Taksonomia
Wykazano, że populacja zamieszkująca North Stradbroke Island różni się pod względem genetycznym od północnych populacji. Nie można więc wykluczyć, że mieszkańcy tej wyspy w rzeczywistości reprezentują osobny gatunek.
Epitet gatunkowy nawiązuje do jednego z miejsc, gdzie żyją te płazy.

## Występowanie
Gatunku nie spotyka się poza wschodnią Australią, a dokładniej zamieszkuje on tereny w południowo-wschodniej części stanu Queensland: Wielką Wyspę Piaszczystą (zwaną też Fraser lub po aborygeńsku K’gari), North Stradbroke Island (po aborygeńsku Minjerriba) oraz niewielki fragment wybrzeża od Tin Can Bay do ujścia rzeki Noosa (obszar ten nosi nazwę Cooloola i wchodzi w skład Parku Narodowego Wielkiej Wyspy Piaszczystej). 
Siedliskiem tego bezogonowego są głównie piaszczyste słodkowodne jeziora i strumienie, spotykany jest też w głębszych bagnach i rowach melioracyjnych.

## Rozmnażanie
Rozmnażanie odbywa się wiosną i latem. Samce nawołują wtedy z trzcin i drzew, a płeć przeciwna składa jaja, umieszczając je na zanurzonej w wodzie roślinności. Po upływie pewnego czasu wylęgają się z nich prowadzące wodny tryb życia larwy zwane kijankami.

## Status
Gatunek szczególnie licznie występuje na Wielkiej Wyspie Piaszczystej.
Trend liczebności populacji oceniany jest jako stabilny.